# Pouvoir vulnérant
Le pouvoir vulnérant correspond à la quantité de dommages qu'une munition d'arme à feu (balle) occasionne dans des tissus vivants. Une balle de gros diamètre s'enfonçant profondément dans sa cible en expansant autant que possible détruira un plus grand volume de tissus. C'est, surtout pour les munitions lentes, le principal facteur d'amélioration du pouvoir d'arrêt.
Le diamètre relativement important du .45 ACP, par exemple, permet de transmettre une forte part de l'énergie de la balle à la cible donc d'augmenter les chances de toucher un organe vital. Les munitions militaires comme la 5,56 mm OTAN se fragmentent également après un impact à courte portée (jusqu'à 100 m), provoquant une destruction considérable des tissus.